# Epirrhoe rubrosuffusata
Epirrhoe rubrosuffusata là một loài bướm đêm trong họ Geometridae.